# Quintus Pomponius Secundus
Quintus Pomponius Secundus est un aristocrate romain du premier siècle et consul suffectus en 41 apr. J.-C. en tant que collègue de Gnaeus Sentius Saturninus. Son frère est le poète et homme d'État Publius Pomponius Secundus, et leur demi-sœur, Cæsonia Milonia, est la seconde épouse de l'empereur Caligula.

## Biographie
Ronald Syme  suggère  que le père de Pomponius serait soit Caius Pomponius Graecinus, consul suffectus en 16 apr. J.-C., soit son frère, Lucius Pomponius Flaccus, consul ordinarius l'année suivante La mère de Pomponius, Vistilia, est connue pour avoir porté sept enfants de  six hommes différents; parmi eux, seuls Quintus et Publius Pomponius sont du même père.
Sous le règne de Tibère, les Pomponii participent aux intrigues politiques entourant la chute de Séjan, conseiller de l'empereur, soupçonné en l'absence de l'empereur d'avoir comploté pour se rendre maître de Rome . Sa chute s'est produite pendant son consulat, en octobre 31 apr. J.-C., alors qu'il a le contrôle du gouvernement. Un de ses associés, Aelius Gallus, s'enfuit chez Publius Pomponius, dans l'espoir que celui-ci le protège. Pomponius est l'un de ceux accusés par Considius Proculus, un ancien préteur, de comploter. Publius est assigné à résidence et son frère, Quintus, s'est porté garant en son nom.
En 33 apr. J.-C., Considius est inculpé de trahison et exécuté. Quintus Pomponius  accuse  la sœur de Considius, Sancia, qui est interdite de feu et d'eau. Pomponius affirmé que son accusation est motivée par le désir  d'assurer la sécurité de son frère, Publius, qui reste néanmoins confiné jusqu'à la mort de Tibère survenue quatre ans plus tard.
En 41 apr. J.-C., Caligula, entre au consulat avec Gnaeus Sentius Saturninus, démissionne après la première semaine de janvier, nommant Pomponius consul suffectus . Deux semaines plus tard, l'empereur est assassiné, ainsi que sa femme, Cæsonia Milonia, la demi-sœur de Pomponius, et divers membres de la maison impériale. Pomponius, que Dion Cassius décrit comme un sycophant de l'empereur, réussit à échapper à la mort par la garde prétorienne, Il  reste en fonction avec Saturninus, jusqu'aux calendes de juillet ; les deux sont toujours attestés en fonction au 25 juin, deux autres paires de consuls sont nommés les derniers mois de l'année
L'année suivante, Publius Suillius Rufus, un délateur notoire, et demi-frère des Pomponii, accuse Marcus Furius Camillus Scribonianus et sa mère, Junia, d'avoir consulté des astrologues pour déterminer l'heure de la mort de l'empereur. Ils sont  exilés, et en réponse, leur père, Lucius Arruntius Camillus Scribonianus, consul en 32 apr. J.-C., puis gouverneur de Dalmatie, prend les armes contre Claude. Quintus Pomponius, rejoint la révolte, qui est écrasée après cinq jours. Camille est autorisé à vivre en exil pendant quelques années; Le sort de Pomponius  qui a subi une damnatio memoriae est inconnu ; en attendant son frère Publius  reste dans la faveur de l'empereur.